# Actio ex stipulatu
Actio ex stipulatu – w prawie rzymskim zbiorcza nazwa powództw służących stypulatorowi do dochodzenia w procesie formułkowym przyrzeczonego świadczenia. Powództwo było in personam, pozwanym mógł być wyłącznie dłużnik stypulacyjny.
Do dochodzenia przyrzeczonego stypulacyjnie świadczenia pieniężnego służyło powództwo zwane condictio certae creditae pecuniae lub actio certae creditae pecuniae.
Do dochodzenia, innej niż pieniądze, przyrzeczonej stypulacyjnie rzeczy ściśle określonej służyło powództwo actio ex stipulatu certi. W prawie justyniańskim powództwo to znane jest jako condictio certae rei.
Do dochodzenia przyrzeczonej stypulacyjnie rzeczy nieokreślonej lub świadczenia polegającego na działaniu (facere), służyło powództwo actio ex stipulatu incerti. W prawie justyniańskim powództwo to znane jest jako actio ex stipulatu.